# Општина Браешти (Ботошани)
Браешти (рум. Brăeşti) општина је у Румунији у округу Ботошани.
Oпштина се налази на надморској висини од 219 m.